# Thúc Thuân Thái
Thúc Thuân Thái (ur. 28 marca 1925 w Hue, zm. 18 kwietnia 2019 w Los Angeles) – wietnamski judoka. Olimpijczyk z Tokio 1964, gdzie zajął siedemnaste miejsce w wadze średniej.

## Letnie Igrzyska Olimpijskie 1964
| Konkurencja | Eliminacje             | Eliminacje              | Klas. końcowa |
| Konkurencja | Przeciwnik I           | Przeciwnik II           | Miejsce       |
| ----------- | ---------------------- | ----------------------- | ------------- |
| -80 kg      | Peter Snijders (NED) P | Pipat Singsanee (THA) P | 17.           |